# Ballistischer Koeffizient
Der ballistische Koeffizient ist eine Kennzahl, die angibt, welchen aerodynamischen Einfluss beispielsweise auf ein Projektil oder einen Satelliten aufgrund dessen Bauform ausgeübt wird.
Je besser der Koeffizient, desto weniger wird der Flugkörper in der Atmosphäre abgebremst oder durch seitliche Winde abgelenkt.